# Black Ice (album)
Black Ice è il quindicesimo album in studio del gruppo musicale hard rock australiano AC/DC, pubblicato il 17 ottobre 2008 dalla Columbia Records.

## Descrizione
Si tratta del primo lavoro in studio della band dai tempi di Stiff Upper Lip (2000), decretando il maggior lasso di tempo intercorso nella loro carriera tra la pubblicazione di due album. La produzione del disco è stata più volte rimandata a causa di varie vicissitudini discografiche, che hanno portato il gruppo a passare dalla Atlantic Records alla Columbia Records. Le registrazioni hanno avuto inizio nel marzo 2008 a Vancouver (Canada) presso il The Warehouse Studio. Il produttore Brendan O'Brien ha ammesso di aver tentato di recuperare il suono hard rock che aveva contraddistinto gli AC/DC di Highway to Hell e Dirty Deeds Done Dirt Cheap, allontanandosi dallo stile più blues degli ultimi due album Ballbreaker e Stiff Upper Lip. Il missaggio è stato invece effettuato da Mike Fraser, che aveva già lavorato con la band ai tempi di The Razors Edge. È l'ultimo album registrato con il chitarrista ritmico Malcolm Young, uscito dal gruppo per gravi problemi di salute nel 2014, che lo porteranno alla morte prematura tre anni dopo.

## Pubblicazione
L'album è stato inizialmente distribuito solo in formato fisico in quanto la band all'epoca rifiutava di vendere la propria musica tramite iTunes. La catena di negozi Walmart ha firmato un contratto per assicurarsi la distribuzione esclusiva in Nord America. L'album è stato successivamente reso disponibile in formato digitale su iTunes, assieme al resto del catalogo del gruppo, a partire dal 19 novembre 2012.
Il primo singolo ad essere estratto dall'album è stato Rock 'N Roll Train, reso disponibile in anteprima il 28 agosto 2008. Ad esso hanno fatto seguito Big Jack e Anything Goes in alcuni mercati, e Money Made per la sola rotazione radiofonica in Australia e Regno Unito. La traccia Spoilin' for a Fight è stata scelta come tema musicale dell'evento WWE Survivor Series 2008, mentre War Machine è stata inclusa nella colonna sonora del film Iron Man 2 e scelta come tema musicale per WrestleMania XXV. Nel 2010 War Machine è stata premiata con il Grammy Award alla miglior interpretazione hard rock.
In Italia per il lancio dell'album, giovedì 16 ottobre 2008, il Colosseo di Roma è stato illuminato per un'ora da una proiezione del noto logo del gruppo.

## Tracce
Testi e musiche di Angus Young e Malcolm Young.
1. Rock 'N Roll Train – 4:21
2. Skies on Fire – 3:34
3. Big Jack – 3:57
4. Anything Goes – 3:22
5. War Machine – 3:09
6. Smash 'n' Grab – 4:06
7. Spoilin' for a Fight – 3:17
8. Wheels – 3:28
9. Decibel – 3:34
10. Stormy May Day – 3:10
11. She Likes Rock 'n' Roll – 3:53
12. Money Made – 4:15
13. Rock 'n' Roll Dream – 4:41
14. Rocking All the Way – 3:22
15. Black Ice – 3:25

## Formazione
- Brian Johnson – voce
- Angus Young – chitarra, cori
- Malcolm Young – chitarra, cori
- Cliff Williams – basso, cori
- Phil Rudd – batteria

## Particolarità editoriali
- Le versioni normali dell'album sono 3: una ha la copertina con il logo rosso, un'altra ha la copertina con il logo giallo e un'altra ancora ha la copertina con il logo bianco (tutte e 3 le versioni normali dell'album sono prive dei testi delle canzoni e di immagini dei componenti della Band).
- Le "Deluxe Edition" dell'album sono 2: la prima ha la copertina con il logo blu e dentro sono inserite più di 30 pagine comprendenti alcune immagini dei componenti degli AC/DC, alcune immagini delle riprese del video di Rock 'N Roll Train ed i testi delle varie canzoni, un'altra versione è un "box di metallo" comprendente una bandiera, un set di adesivi e un plettro (tutti e tre gli oggetti hanno un logo degli AC/DC), l'album Black Ice, un booklet ed un DVD con il video e il "making" di Rock 'N Roll Train.
- La versione LP comprende il singolo Rock 'N Roll Train ed il singolo War Machine.

## Successo commerciale
L'album ha esordito al primo posto nelle classifiche di 29 paesi, stabilendo il miglior debutto commerciale di sempre per un disco hard rock. È diventato il secondo album più venduto in assoluto durante il 2008, dietro Viva la vida or Death and All His Friends dei Coldplay. Al dicembre del 2008, l'album aveva venduto oltre 6 milioni di copie nel mondo.
Negli Stati Uniti d'America ha venduto circa 784 000 copie nella sua prima settimana di uscita, debuttando al primo posto della Billboard 200. È il secondo album degli AC/DC a raggiungere la vetta di tale classifica, dopo For Those About to Rock We Salute You (1981). Nel novembre 2008 è stato certificato doppio disco di platino dalla RIAA.

## Classifiche

### Classifiche settimanali
| Classifica (2008)          | Posizione massima |
| -------------------------- | ----------------- |
| Argentina                  | 1                 |
| Australia                  | 1                 |
| Austria                    | 1                 |
| Belgio (Fiandre)           | 1                 |
| Belgio (Vallonia)          | 1                 |
| Canada                     | 1                 |
| Danimarca                  | 1                 |
| Europa                     | 1                 |
| Finlandia                  | 1                 |
| Francia                    | 1                 |
| Germania                   | 1                 |
| Giappone                   | 3                 |
| Grecia                     | 1                 |
| Irlanda                    | 1                 |
| Italia                     | 1                 |
| Messico                    | 3                 |
| Norvegia                   | 1                 |
| Nuova Zelanda              | 1                 |
| Paesi Bassi                | 3                 |
| Polonia                    | 1                 |
| Portogallo                 | 2                 |
| Regno Unito                | 1                 |
| Regno Unito (rock & metal) | 1                 |
| Repubblica Ceca            | 1                 |
| Russia                     | 2                 |
| Scozia                     | 1                 |
| Spagna                     | 1                 |
| Stati Uniti                | 1                 |
| Stati Uniti (hard rock)    | 1                 |
| Stati Uniti (rock)         | 1                 |
| Svezia                     | 1                 |
| Svizzera                   | 1                 |
| Ungheria                   | 1                 |

### Classifiche di fine anno
| Classifica (2008)       | Posizione |
| ----------------------- | --------- |
| Australia               | 3         |
| Austria                 | 5         |
| Belgio (Fiandre)        | 10        |
| Belgio (Vallonia)       | 14        |
| Canada                  | 5         |
| Danimarca               | 6         |
| Finlandia               | 6         |
| Francia                 | 9         |
| Germania                | 7         |
| Grecia                  | 8         |
| Irlanda                 | 20        |
| Italia                  | 19        |
| Nuova Zelanda           | 12        |
| Paesi Bassi             | 30        |
| Regno Unito             | 25        |
| Spagna                  | 25        |
| Stati Uniti             | 15        |
| Stati Uniti (hard rock) | 2         |
| Stati Uniti (rock)      | 5         |
| Svezia                  | 4         |
| Svizzera                | 3         |
| Ungheria                | 6         |
| Classifica (2009)       | Posizione |
| Australia               | 37        |
| Austria                 | 7         |
| Belgio (Fiandre)        | 27        |
| Belgio (Vallonia)       | 34        |
| Canada                  | 13        |
| Germania                | 13        |
| Paesi Bassi             | 63        |
| Spagna                  | 45        |
| Stati Uniti             | 31        |
| Stati Uniti (hard rock) | 2         |
| Stati Uniti (rock)      | 11        |
| Svizzera                | 26        |
| Ungheria                | 70        |